# Sarah Desjardins
Sarah Desjardins (Vancouver, 15 luglio 1994) è un'attrice canadese.

## Biografia
Sarah Desjardins è nata il 15 luglio 1994 a Vancouver, nella Columbia Britannica. Ha un fratello minore di nome Nicholas. Ha iniziato a recitare nel 2011 in Parole magiche - La storia di J.K. Rowling, un film per la televisione sulla vita della autrice della saga di Harry Potter. Nella pellicola, Desjardins interpreta Diana Rowling, la sorella minore della Rowling, da giovane. Nello stesso anno, ha recitato in alcuni episodi della serie Clue. Nel 2013, è apparsa in un episodio di Supernatural. Nel 2015 ha interpretato Sydnee, nel film Il labirinto del Grizzly. Nel 2016, recita nel film A.R.C.H.I.E. - Un robot a quattro zampe e nella serie TV Van Helsing. Nello stesso anno, ha recitato nella serie di Netflix, Project Mc2. Nella serie interpreta Maddy McAlister, la sorella maggiore della protagonista, McKeyla. Nel 2017, ha recitato assieme a Martin Cummins e Lauren K. Robek in Cold Zone - Minaccia Ghiacciata. Dal 2018 al 2019, ha interpretato Jenna Hope nella serie Impulse.
Nel 2019, Desjardins ha iniziato ad interpretare Donna Sweett nella serie della The CW, Riverdale. Donna Sweett, è una compagna di classe di Jughead Jones alla Stonewall Prep.
Nel 2021, è entrata a far parte del cast della serie Yellowjackets.

## Filmografia

### Cinema
- Floodplain, regia di Jeremy Lutter - cortometraggio (2013)
- Il labirinto del Grizzly (Into the Grizzly Maze), regia di David Hackl (2015)
- A.R.C.H.I.E. - Un robot a quattro zampe (A.R.C.H.I.E.), regia di Robin Dunne (2016)
- Cold Zone - Minaccia Ghiacciata (Cold Zone), regia di John MacCarthy (2017)
- Float, regia di Sherren Lee (2023)
- Tron: Ares, regia di Joachim Rønning (2025)

### Televisione
- Parole magiche - La storia di J.K. Rowling (Magic Beyond Words: The J.K. Rowling Story), regia di Paul A. Kaufman - film TV (2011)
- Clue - serie TV, 5 episodio (2011)
- Un'estate da ricordare (Kiss at Pine Lake), regia di Michael M. Scott - film TV (2012)
- Romeo Killer - Sospetti in famiglia (Romeo Killer: The Chris Porco Story), regia di Norma Bailey - film TV (2013)
- Supernatural - serie TV, episodio 9x07 (2013)
- Wasted Time - serie TV, episodio 1x05 (2014)
- Amore, orgoglio e pregiudizio (Unleashing Mr. Darcy), regia di David Winning - film TV (2015)
- Messaggio per uccidere (Truth & Lies), regia di George Erschbamer - film TV (2015)
- Wayward Pines - serie TV, episodio 1x05 (2015)
- In diretta con l'assassino (Murder Unresolved), regia di Jason Bourque - film TV (2016)
- Van Helsing - serie TV, 4 episodi (2016)
- Project Mc2 - serie TV, 12 episodi (2016-2017)
- Imaginary Mary - serie TV, episodio 1x06 (2017)
- Drink Slay Love, regia di Vanessa Parise - film TV (2017)
- Woman of the House, regia di Monika Mitchell - film TV (2017)
- Impulse - serie TV, 20 episodi (2018-2019)
- Riverdale - serie TV, 16 episodi (2019-2021)
- Le terrificanti avventure di Sabrina (Chilling Adventures of Sabrina) - serie TV, episodio 4x06 (2020)
- Debris - serie TV, episodio 1x03 (2021)
- In nome del cielo (Under the Banner of Heaven) - miniserie TV, episodio 1x01 (2022)
- The Night Agent - serie TV, 10 episodi (2023-in corso)
- Yellowjackets - serie TV (2021-in corso)
- Dead Boy Detectives - serie TV, 2 episodi (2024)

## Doppiatrici italiane
Nelle versioni in italiano delle opere in cui ha recitato, Sarah Desjardins è stata doppiata da:
- Giorgia Locuratolo in Supernatural
- Irene Trotta in Riverdale
- Roisin Nicosia in Yellowjackets
- Ludovica Bebi in The Night Agent